# Svarttjärnen (Alsens socken, Jämtland, 704533-139025)
Svarttjärnen är en sjö i Krokoms kommun i Jämtland och ingår i Indalsälvens huvudavrinningsområde.